# خوسيه فرنسيسكو ألفاريز
خوسيه فرنسيسكو ألفاريز (بالإسبانية: José Francisco Álvarez)‏ هو عسكري أرجنتيني، ولد في 17 يوليو 1808 في قرطبة في الأرجنتين، وتوفي في 1841 في سان خوان في الأرجنتين.